# ツェザール・ブレスゲン
ツェザール・ブレスゲン（Cesar Bresgen、1913年10月16日 - 1988年4月7日）は、オーストリアの作曲家。

## 生涯
フィレンツェで芸術家夫婦のアウグストとマリアの間に生まれる。ツェル・アム・ゼー、ミュンヘン、プラハ、ザルツブルクで幼年期を過ごし、1930年から1936年までミュンヘン音楽大学でピアノ、オルガン、指揮を学び、作曲をヨーゼフ・ハースに師事した。1936年から1938年までバイエルン放送局に勤務し、1939年にはザルツブルクのモーツァルテウムの教授となった。青少年向け作品の作曲家の先駆者的存在で、ヒトラー・ユーゲントのために合唱曲を多数書いている。1944年から1945年まで兵役にとられる。戦後はミッターシルでオルガニスト・合唱指導者などを務め、そこでアントン・ヴェーベルンと出会い、大きな影響を受けた。1947年には再びモーツァルテウムの教授となった。1976年、オーストリア国家賞を受賞。

## 主な作品

### オペラ
- プラハの天使

### カンタータ
- もじゃもじゃペーター

### 室内楽
- 弦楽四重奏
- ザルツブルク・ディヴェルティメント
- エレジー～12のチェロのための
- 2台のピアノと打楽器のための組曲

### マンドリンオーケストラ
- 小舞曲
- チュルク民族組曲

### リコーダーアンサンブル
- スペイン組曲
- ジプシーの12の舞曲

### 合唱
- 7つの古いハンガリー民謡による合唱曲
- 4つの古いドイツの詩による合唱曲
- パン焼きの歌